# Граф де Пеньяранда-де-Бракамонте

Герб муниципалитета Пеньяранда-де-Бракамонте, провинция Саламанка, автономное сообщество Кастилия и Леон

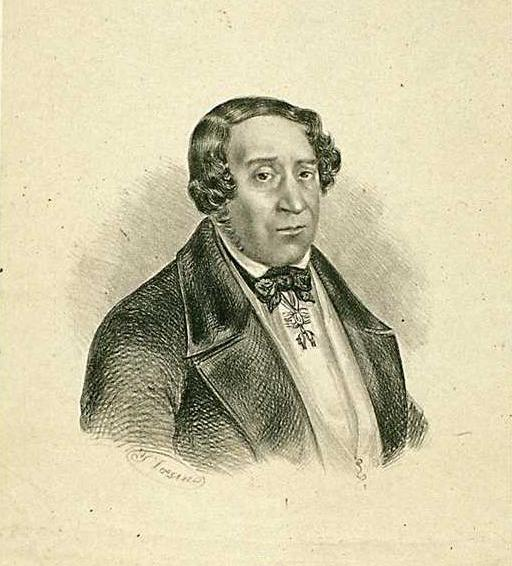
Бернардино Фернандес де Веласко Пачеко и Тельес-Хирон (1783—1851), 11-й граф де Пеньяранда-де-Бракамонте, 9-й герцог де Уседа, 14-й герцог де Фриас, 14-й герцог де Эскалона

Граф де Пеньяранда-де-Бракамонте — испанский дворянский титул. Он был создан 31 января 1602 года королём Испании Филиппом III для Дона Алонсо де Бракамонте и Гусмана, 6-го сеньора де Бракамонте.
Название графского титула происходит от названия муниципалитета Пеньяранда-де-Бракамонте, провинция Саламанка, автономное сообщество Кастилия и Леон.
В 1676 году король Испании Карл II пожаловал титул пожизненного гранда Грегорио де Бракамонте Гусману и Бракамонте Портокарреро, 4-му графу де Пеньяранда-де-Бракамонте. 3 декабря 1703 года новый король Испании Филипп V титул наследственного гранда Агустину Фернандесу де Веласко и Бракамонте Гусману, 6-му графу де Пеньяранда-де-Бракамонте.

## Сеньоры де Пеньяранда
1. Альваро Давила Фахардо (ок. 1370 — ок. 1435), маршал Кастилии, 1-й сеньор де Пеньяранда и Фуэнте-эль-Соль. Сын Санчо Санчеса Давилы (1340—1444), 5-го сеньора де Сан-Рамон-Гуадамора-и-ла-Вентоса, и Инес Фахардо и Кесада
2. Альваро де Баркамонт (? — ?), 2-й сеньор де Пеньяранда, сын Альваро Давилы Фахардо, и Хуаны де Бракамонте и Мендосы, 2-й сеньоры де Фуэнте-эль-Соль
3. Хуан де Бракамонте (? — 1527), 3-й сеньор де Пеньяранда, сын предыдущего и Каталины Брисеньо
4. Алонсо де Бракамонте (? — 1540), 4-й сеньор де Пеньяранда, сын предыдущего и Беатрис де Кинтанилья
5. Хуан де Бракамонте и Гусман (? — ?), 5-й сеньор де Пеньяранда, сын предыдущего и Марии де Гусман
6. Алонсо де Бракамонте и Гусман (1563—1623), 6-й сеньор де Пеньяранда, сын предыдущего и Анны Давилы и Кордовы.

## Графы де Пеньяранда-де-Бракамонте
|                                              | Титул | Период                                       | Дом                                          |
| Креация создана королём Испании Филиппом III | Креация создана королём Испании Филиппом III | Креация создана королём Испании Филиппом III | Креация создана королём Испании Филиппом III |
| -------------------------------------------- | --- | -------------------------------------------- | -------------------------------------------- |
| I                                            | Алонсо де Бракамонте и Гусман (1563—1623), сын Хуана де Бракамонте и Гусмана, 5-го сеньора де Бракамонте, и Анны Давилы и Кордовы | 1602—1623                                    | Дом Пеньяранда                               |
| II                                           | Бальтасар Мануэль де Бракамонте Гусман и Пачеко де Мендоса (? — ?), старший сын предыдущего и Хуаны Пачеко | 1623 — ?                                     | Дом Пеньяранда                               |
| III                                          | Мария де Бракамонте и Портокарреро (? — 1677), старшая дочь предыдущего и Марии Портокарреро Осорио и Луны | ? — 1677                                     | Дом Пеньяранда                               |
| IV                                           | Грегорио де Бракамонте Гусман и Бракамонте Портокарреро (? — 8 декабря 1689), сын Гаспара де Бракамонте и Гусмана (1595—1676), вице-короля Неаполя, и Марии де Бракамонте и Портокарреро, 3-й графини де Пеньяранда-де-Бракамонте                                                              | 1677—1689                                    | Дом Пеньяранда                               |
| V                                            | Антония де Бракамонте Гусман и Луна (ок. 1630 — 1 февраля 1703), дочь Бальтасара Мануэля де Бракамонте Гусмана и Пачеко де Мендосы, 2-го графа де Пеньяранда-де-Бракамонте, и Марии Портокарреро Осорио и Луны                                                                                 | 1689—1703                                    | Дом Пеньяранда                               |
| VI                                           | Агустин Фернандес де Веласко и Бракамонте Гусман (1 ноября 1669 — 24 августа 1741), старший сын Педро Фернандеса де Веласко (1633—1713), 2-го маркиза де Фресно, и Антонии де бракамонте Гусман и Луны, 5-й графини де Пеньяранда-де-Бракамонте                                                | 1703—1741                                    | Дом Фриас                                    |
| VII                                          | Бернардино Фернандес де Веласко и Пиментель (27 мая 1707 — 27 декабря 1771), старший сын предыдущего и Мануэлы Пиментель и Суньиги | 1741—1771                                    | Дом Фриас                                    |
| VIII                                         | Мартин Фернандес де Веласко и Пиментель (? — 17 марта 1776), младший брат предыдущего | 1771—1771                                    | Дом Фриас                                    |
| IX                                           | Мария де ла Портерия Фернандес де Веласко и Пачеко (? — 1796), дочь Бернардино Фернандеса де Веласко и Пиментеля, 7-го графа де Пеньяранда-де-Бракамонте, и Марии Хосефы Тельес-Хирон и Пачеко                                                                                                 | 1771—1796                                    | Дом Фриас                                    |
| X                                            | Диего Пачеко Тельес-Хирон Гомес де Сандоваль (8 ноября 1754 — 11 февраля 1811), сын Андреса Мануэля Алонсо Пачеко Тельес-Хирона и Толедо (1728—1789), 7-го герцога де Уседа, и Марии Портерии Фернандес де Веласко и Пачеко, 9-й графини де Пеньяранда-де-Бракамонте                           | 1796—1811                                    | Дом Фриас                                    |
| XI                                           | Бернардино Фернандес де Веласко и Бенавидес (20 июля 1783 — 28 мая 1851), единственный сын предыдущего и Франсиски де Паулы де Бенавидес де Кордовы (1763—1827) | 1811—1851                                    | Дом Фриас                                    |
| XII                                          | Анна Валентина Фернандес де Веласко и Рока де Тогорес (1833—1852), дочь предыдущего и Анны Хаспе и Масиас | 1851—1862                                    | Дом Фриас                                    |
| XIII                                         | Бернардина Фернандес де Веласко и Рока де Тогорес (13 сентября 1815 — 5 сентября 1869), старшая сводная сестра предыдущей, дочь Бернардино Фернандеса де Веласко и Бенавидеса, 14-го герцога де Фриас, 9-го герцога де Уседа, и Марии де ла Пьедад Рока де Тогорес и Валькарсель               | 1862—1869                                    | Дом Вильена-Эскалона                         |
| XIV                                          | Мария де ла Пьедад Тельес-Хирон и Фернандес де Веласко (16 декабря 1847 — 2 декабря 1897), дочь предыдущей и Тирсо Марии Тельес-Хирона и Фернандеса де Сантильяна (1817—1871) | 1870—1897                                    | Дом Вильена-Эскалона                         |
| XV                                           | Мария дель Росарио Тельес-Хирон и Фернандес де Кордова (7 сентября 1872 — 27 января 1948), племянница предыдущей, дочь Франсиско де Борхи Тельес-Хирона и Фернандеса де Веласко (1839—1897), 11-го герцога де Уседа, и Анхелы Марии де Константинопла Фернандес де Кордовы и Перес де Баррадас | 1897—1917                                    | Дом Вильена-Эскалона                         |
| XVI                                          | Мария Тереза Тельес-Хирон и Фернандес де Кордова (27 ноября 1891 — 24 августа 1930), младшая сестра предыдущей | 1917—1930                                    | Дом Вильена-Эскалона                         |
| XVII                                         | Анхела Мария Тельес-Хирон и Дуке де Эстрада (7 февраля 1925 — 29 мая 2015), единственная дочь Мариано Тельес-Хирона и Фернандеса де Кордовы (1887—1931), 13-го герцога де Уседа и 15-го герцога де Осуна, и Петры Дуке де Эстрады и Морено (1900—1985)                                         | 1952—2015                                    | Дом Осуна                                    |
| XVIII                                        | Анхела Мария де Солис-Бомонт и Тельес-Хирон (род. 21 ноября 1950), старшая дочь предыдущей от первого брака с Педро де Солис-Бомонт и Лассо де ла Вега (1916—1959), маркизом де Валенсиана | 2015 — настоящее время                       | Дом Осуна                                    |